# Suntribe
Suntribe («Солнечное племя») — эстонская девичья группа, представлявшая Эстонию на конкурсе песни Евровидение 2005 года, проходившем в Киеве, на Украине.

## История группы
Группа заняла первое место на эстонским национальным отборочным туре для Евровидения (Eurolaul) с песней «Let’s Get Loud», набрав 10583 голосов. Одна из участниц группы, Лаура Пыльдвере, также участвовала в отборочном туре, её песня «Moonwalk» набрала 9906 голосов и заняла второе место.
Песню «Let’s Get Loud» написал Свен Лыхмус, написавший также песню «Club Kung-Fu», с которой группа Vanilla ninja приняла участие в конкурсе Eurolaul-2003. «Let’s Get Loud» не прошла в финал.
Вскоре после конкурса группа распалась, её бывшие участницы в настоящее время занимаются сольными проектами.

## Состав группы
Suntribe состояла из пяти исполнителей, которым в 2005 году было 16-20 лет:
- Ребэкка Контус (18)
- Лаура Пыльдвере (16)
- Яаника Вилипо (20)
- Мари-Леэн Каселаан (16)
- Даана Отс (17) (последней присоединилась к группе)

Все пять членов группы посещали школу или университет, где они сосредоточивали своё внимание в основном на музыке. Их основными хобби, кроме музыки, были мотоциклы, моделирование, плавание, народные танцы и приготовления пищи. Их музыкальными предпочтениями являются Элла Фицджеральд, Нина Симоне, Мадонна и Анук и другие.
Член группы Лаура, которая участвовала также сольно (она исполнила свою песню MoonWalk) в EuroLaul наряду с участием в группе и заняла второе место (набрав 9906 голосов против 10 583, набранных группой).

## Синглы
- 2005 — Let’s Get Loud
- 2005 — Ei Tunne Mind